# János Pénzes

Wappen von János Pénzes

János Pénzes (* 10. August 1943 in Bajmok, Jugoslawien) ist ein serbischer Geistlicher und emeritierter römisch-katholischer Bischof von Subotica.

## Leben
János Pénzes empfing am 29. Juni 1968 das Sakrament der Priesterweihe.
Am 25. April 1989 ernannte ihn Papst Johannes Paul II. zum Bischof von Subotica. Der Apostolische Nuntius in Jugoslawien, Erzbischof Gabriel Montalvo Higuera, spendete ihm am 18. Juni desselben Jahres die Bischofsweihe; Mitkonsekratoren waren der Erzbischof von Belgrad, Franc Perko, und der emeritierte Bischof von Subotica, Matija Zvekanović.
Papst Franziskus nahm am 8. September 2020 seinen altersbedingten Rücktritt an.